# 圣萨尔瓦多-迪洛尔德卢
圣萨尔瓦多-迪洛尔德卢是葡萄牙波尔图区的一个堂区。总面积9.25平方公里，总人口9930人，人口密度1073.5人/平方公里。